# Orde van de Gouden Ketenen
De Orde van de Gouden Ketenen was een in 1414 door Jan I, hertog van Bourbon, gestichte ridderorde. De leden moesten "de luiheid bestrijden, de roem en eer van de ridders door hun krijgsverrichtingen vermeerderen en de gunst van een hoogvereerde dame verwerven".
De Duitse jurist Gustav Adolph Ackermann vermeldt deze ridderorde in zijn werk over Europese ridderorden als een historische orde van Frankrijk. De ridderorde telde behalve de grootmeester zestien ridders van oude adel en deze droegen op zondag een gouden keten om de rechterenkel. De aan de orde verbonden knapen droegen een zilveren keten en werden de "Schildknapen van de Zilveren Keten" genoemd. Deze knapen moesten, om de gouden keten van de orde te verwerven, iedere twee jaar op een riddertoernooi een tweegevecht "op leven en dood" uitvechten. Dit hoofse ideaal, waarin ridders kwetsbare vrouwen beschermden, was kenmerkend voor de cultuur en het ridderlijke zelfbeeld van de late middeleeuwen. Uit de merkwaardige bepalingen blijkt dat het Europese ridderwezen in de 15e eeuw decadent en zeer gekunsteld werd. De ruwe krijger werd aan de hoven tot een geraffineerde hoveling gekneed.
Van de orde kwam niet veel terecht. De hertog geraakte tijdens de slag bij Azincourt op 25 oktober 1415 in Engelse gevangenschap en stierf na 19 jaar in een Engels kasteel.